# Aleša
Aleša je žensko osebno ime.

## Izvor imena
Ime Aleša je lahko ženska oblika imena Aleš ali pa skrajšana ruska oblika iz imen Aleksej ali Aleksander 

## Različice imena
Alesa, Alesia, Alesja, Aleška, Alja

## Pogostost imena
Po podatkih Statističnega urada Republike Slovenije je bilo na dan 31. decembra 2007 v Sloveniji število ženskih oseb z imenom Aleša: 169.

## Osebni praznik
V koledarju je ime Aleša uvrščeno k imenu Aleš oziroma k imenoma Aleksej in Aleksander.